# Myristica sulcata
Myristica sulcata är en tvåhjärtbladig växtart som beskrevs av Otto Warburg. Myristica sulcata ingår i släktet Myristica och familjen Myristicaceae. Inga underarter finns listade i Catalogue of Life.